# Прапор Херсонської області
Прапор Херсонської області — символ, що відображає історію й традиції області. Затверджений рішенням Херсонської обласної ради 25 жовтня 2001 року.
Прапор складається з трьох горизонтальних смуг: сині, білої (яка удвічі ширше за інших) і синій. На білу смугу в древкової частині полотнища накладений герб Херсонської області.